# Eugeniusz (Żdan)
Eugeniusz, imię świeckie Jewgienij Borisowicz Żdan (ur. 30 sierpnia 1942 w Nowogródku, zm. 11 października 2002 w Niżnym Nowogrodzie) – biskup Rosyjskiego Kościoła Prawosławnego.

## Życiorys
Urodził się w rodzinie urzędnika. W 1959 ukończył szkołę średnią, zaś dwa lata później – szkołę dentystyczną w Mińsku. Do 1963 pracował w szpitalu rejonowym w Turowie jako dentysta. Następnie przez trzy lata odbywał zasadniczą służbę wojskową. Po jej zakończeniu wrócił do zawodu dentysty, który wykonywał do 1970, gdy zdecydował się na podjęcie kształcenia w seminarium duchownym w Leningradzie. Został przyjęty od razu na drugi rok nauki. Po uzyskaniu dyplomu seminarium kontynuował naukę w Leningradzkiej Akademii Duchownej, którą ukończył w 1976. Przez trzy lata uczył się w aspiranturze przy Akademii.
24 kwietnia 1976 metropolita leningradzki i nowogrodzki Nikodem (Rotow) wyświęcił go na diakona, zaś 12 września 1977 – na kapłana. Od 1979 ks. Żdan pracował w cerkwi św. Aleksandra Newskiego w Leningradzie, zaś od 1981 – w soborze Przemienienia Pańskiego w tym samym mieście. Był również dziekanem II dekanatu oraz osobistym sekretarzem metropolity leningradzkiego Antoniego (Mielnikowa). Od 1985 wykładał liturgikę w seminarium duchownym w Leningradzie. W tym samym roku złożył przed metropolitą Antonim wieczyste śluby mnisze i otrzymał godność archimandryty.
Był uczestnikiem ruchu ekumenicznego oraz ruchu na rzecz pokoju na świecie; wielokrotnie reprezentował Patriarchat Moskiewski na konferencjach poświęconych tym problemom.
12 maja 1987 Święty Synod Rosyjskiego Kościoła Prawosławnego nominował go na biskupa tambowskiego i miczurińskiego. Uroczysta chirotonia biskupia miała miejsce 31 maja 1987 w cerkwi św. Jana Teologa w Leningradzie, z udziałem metropolity leningradzkiego i nowogrodzkiego Aleksego, arcybiskupów gorkowskiego i arzamaskiego Mikołaja, nowosybirskiego i barnaułskiego Gedeona, biskupów stawropolskiego i bakijskiego Antoniego, kirowskiego i słobodzkiego Chryzanta oraz brukselskiego i belgijskiego Szymona. 25 lutego 1991 biskup Eugeniusz został podniesiony do godności arcybiskupiej.
Od 2001 do 2002 pełnił funkcję locum tenens eparchii niżnonowogrodzkiej, której ordynariuszem został w 2002, zachowując analogiczną funkcję w eparchii tambowskiej.
Zmarł w 2002 na atak serca w czasie ćwiczeń sportowych. Został pochowany w monasterze Kazańskiej Ikony Matki Bożej w Tambowie, w mieście, którego był honorowym obywatelem.